# Žep
Žep je planina u Bosni i Hercegovini.

## Položaj
Nalazi se u općini Han Pijesku. Najviši vrh planine je Veliki Žep na 1537 m.